# Doctor*Ology
Doctor*Ology è un documentario televisivo andato in onda a partire dal 2 marzo 2007 su Discovery Channel, in una serie di 13 puntate.
Si tratta di un documentario comico, con protagonista l'attore Leslie Nielsen, che descrive il tipo di lavoro di varie specializzazioni mediche. È stato trasmesso per la prima volta in Italia da parte dell'emittente La7D.

## Episodi
- Episodio 1: Traumatologia.
- Episodio 2: Cardiologia.
- Episodio 3: Neurologia.
- Episodio 4: Anestesiologia.
- Episodio 5: Urologia/Ginecologia.
- Episodio 6: Oculistica.
- Episodio 7: Immunologia.
- Episodio 8: Dermatologia.
- Episodio 9: Ematologia.
- Episodio 10: Gastroenterologia.
- Episodio 11: Epatologia.
- Episodio 12: Otorinolaringoiatria.
- Episodio 13: Pneumologia.